# Ropica celebensis
Ropica celebensis är en skalbaggsart som beskrevs av Stefan von Breuning 1939. Ropica celebensis ingår i släktet Ropica och familjen långhorningar.
Artens utbredningsområde är Sulawesi. Inga underarter finns listade i Catalogue of Life.